# Arcuatopterus ramosissimus
Arcuatopterus ramosissimus là một loài thực vật có hoa trong họ Hoa tán. Loài này được (DC.) Pimenov & Ostr. mô tả khoa học đầu tiên năm 2000.